# Clathria laevigata
Clathria laevigata är en svampdjursart som beskrevs av Lawrence Morris Lambe 1893. Clathria laevigata ingår i släktet Clathria och familjen Microcionidae. Inga underarter finns listade i Catalogue of Life.